# Radio Erevan
Bancurile cu Radio Erevan erau bancuri cu tematică extrem de diversa, populare în URSS și în țările socialiste.
Bancurile cu Radio Erevan erau formate întotdeauna din întrebări comice adresate postului de Radio Erevan, intrebari care frizau absurdul, la care Radio Erevan raspundea uimitor de comic, raspunsurile frizând de asemenea absurdul.
Acestea au cunoscut o largă circulație, în toate mediile și au contribuit la înfrumusețarea vieții din socialism.

## Exemple
Aici Radio Erevan:
Un ascultător întreabă: - Este adevărat că în urma dezastrului de la Cernobîl toată conducerea centralei atomoelectrice s-a sinucis? 
Redacția răspunde: - Da, în afara secretarului de partid, care nu a fost găsit acasă!
Un ascultător întreabă: - E adevărat ca după accidentul nuclear de la Cernobîl, oamenilor le-au căzut dinții? 
Redacția răspunde: - Da, dar nu tuturor ci numai acelora care nu și-au ținut gura...
Un ascultător întreabă: - De ce se zice că acum capitalismul a ajuns la marginea prăpastiei? 
Redacția răspunde: - Pentru că ne privește de sus.
Un ascultător întreabă: - E adevărat că faimosul compozitor Haciaturian a primit lunea trecută în dar o Volgă, pentru serviciile aduse URSS? 
Redacția răspunde: - Da, dar nu luni, ci miercuri. Și nu a fost vorba de o Volgă, ci de o bicicletă. Care nu i s-a dat, ci i s-a furat.
Un ascultător întreabă: - Se poate face dragoste cu fereastra deschisă? 
Redacția răspunde: - Depinde de mărimea ferestrei, dar vă sfătuim să încercați cu o femeie.
Un ascultător întreabă: - Poate Armenia să bată Brazilia la fotbal? 
Redacția răspunde: - Da, dacă brazilienii poartă costume gruzine.

### Secțiunea românească
Un ascultător întreabă: - Există la noi mai mult umor decât în alte părți? 
 Răspuns: - Da, dar noi chiar avem nevoie de el.
Un ascultător întreabă: - Este posibil ca o femeie să nască de mai multe ori în același an calendaristic? 
 Răspuns: - Nu, tovarășe Nicolae Ceaușescu. 
Un ascultător întreabă: - Se poate muri de cancer în gât? 
 Răspuns: - Da, dar să știți că Nicolae Ceaușescu n-are. 
Un ascultător întreabă: - Se poate pune bază pe Nicolae Ceaușescu? 
Redacția răspunde: - Da, dar este de preferat să se pună acid.
Un ascultător întreabă: - E adevărat că în România porumbul crește ca stâlpii de telegraf? 
Redacția răspunde: - Da, uneori chiar mai des.
Un ascultător întreabă: - E adevărat că lui Ionescu i s-a dat o Volgă albă? 
Redacția răspunde: - Da, cu trei mici corecții: nu era albă, era neagră; nu era Volgă era bicicletă; nu i s-a dat, i  s-a luat.